# Hunspach

Hunspach este o comună în departamentul Bas-Rhin, Franța. În 1 ianuarie 2022 avea o populație de 625 de locuitori.

## Galerie de imagini

Hunspach
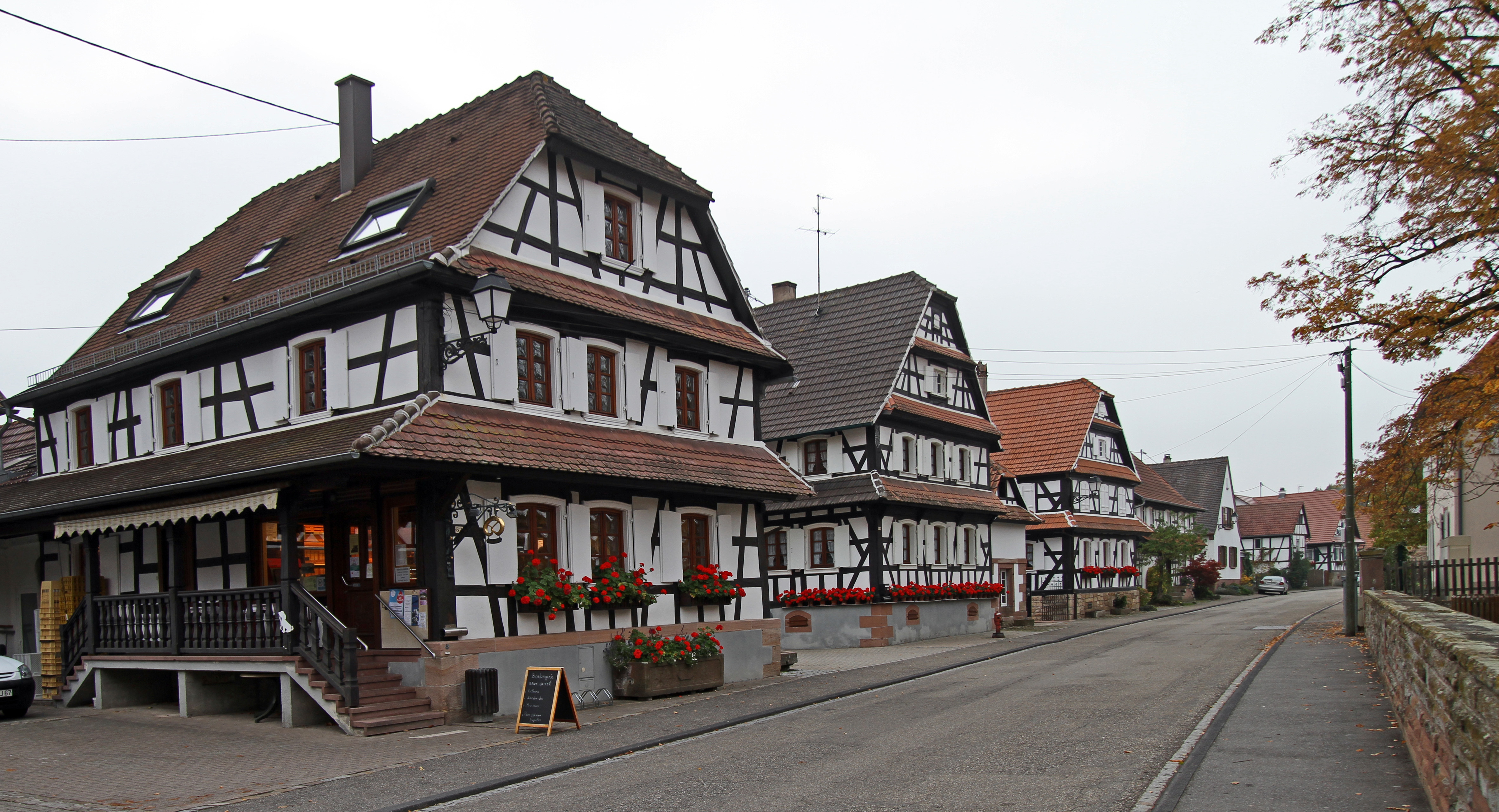
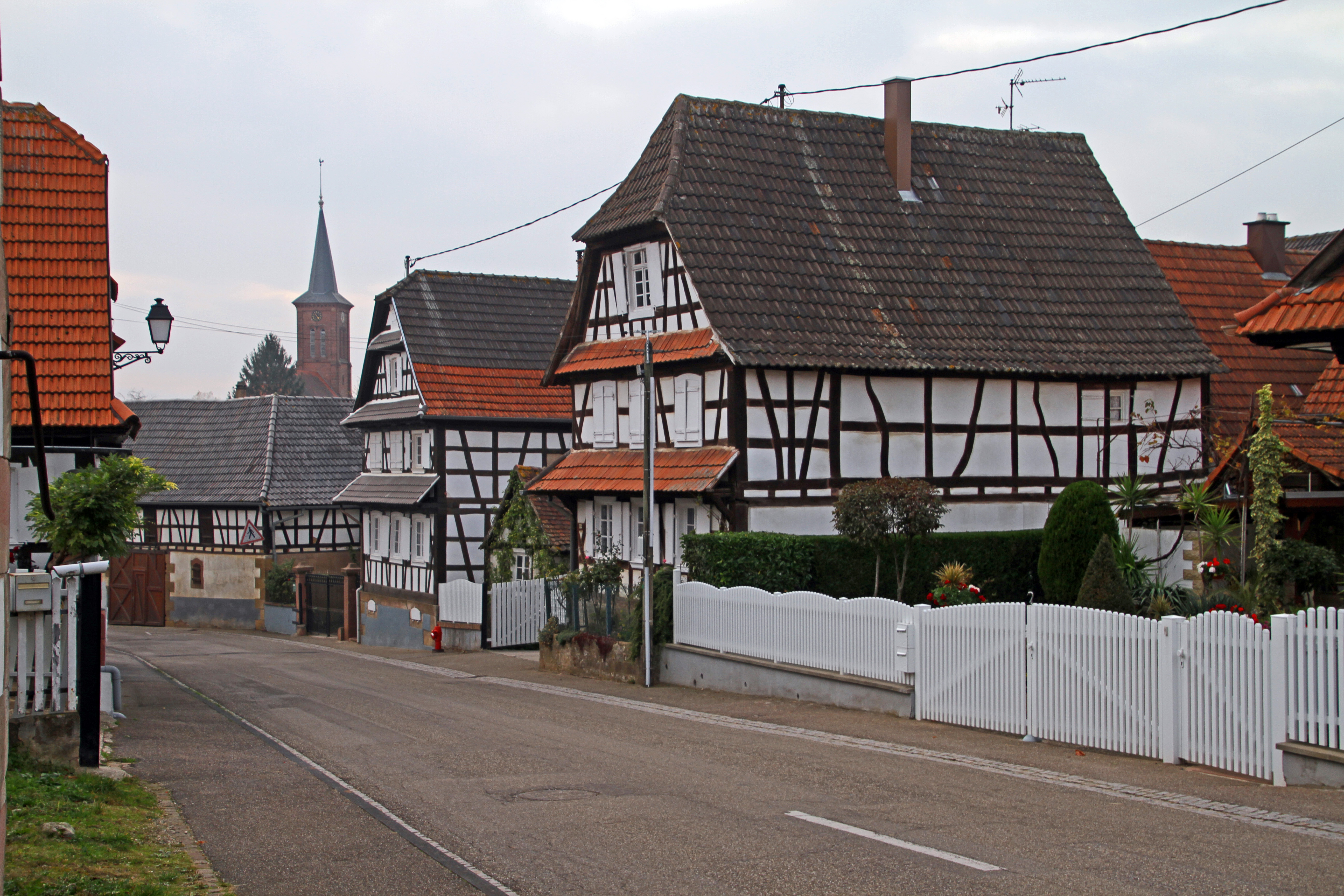
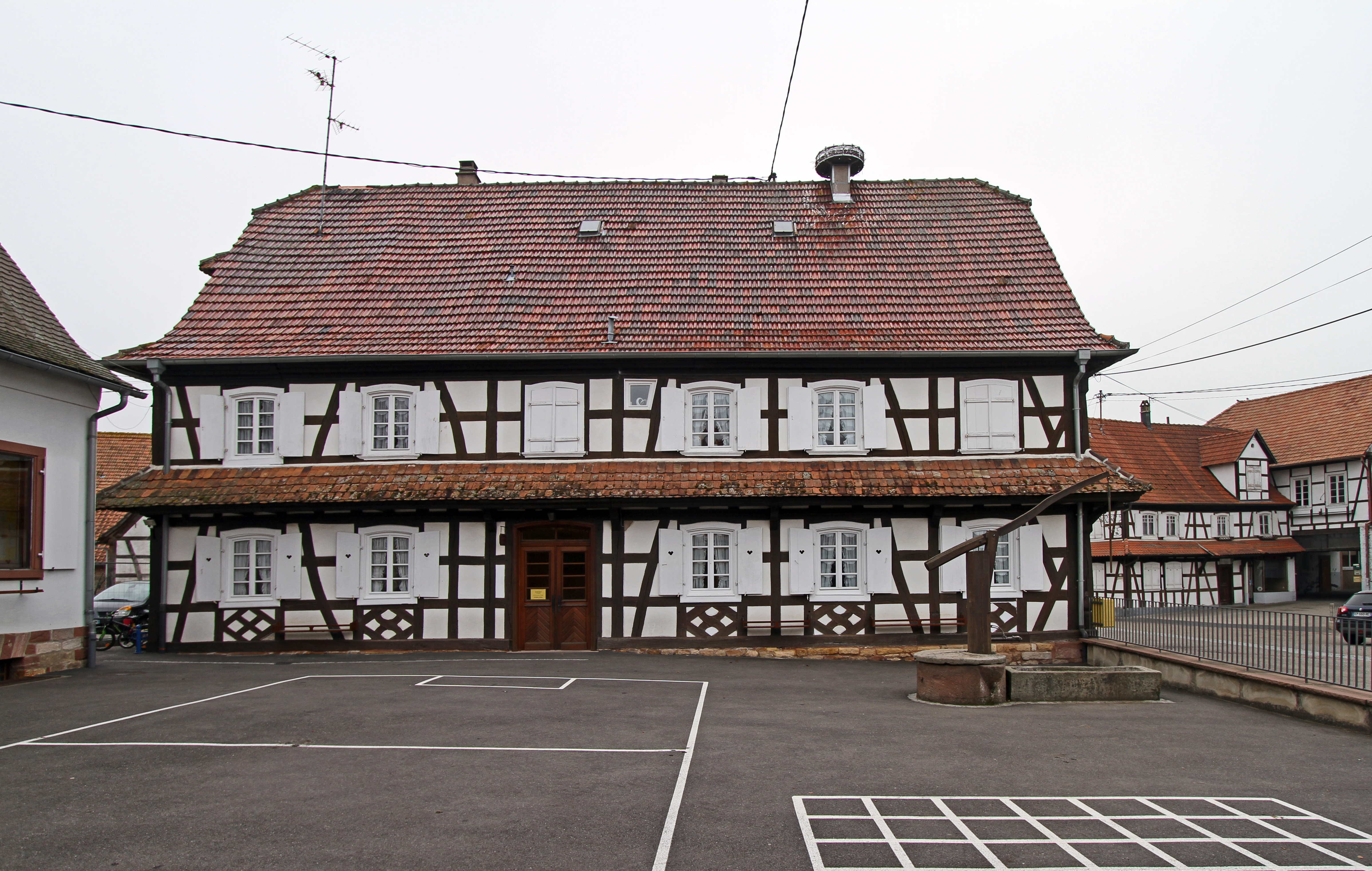
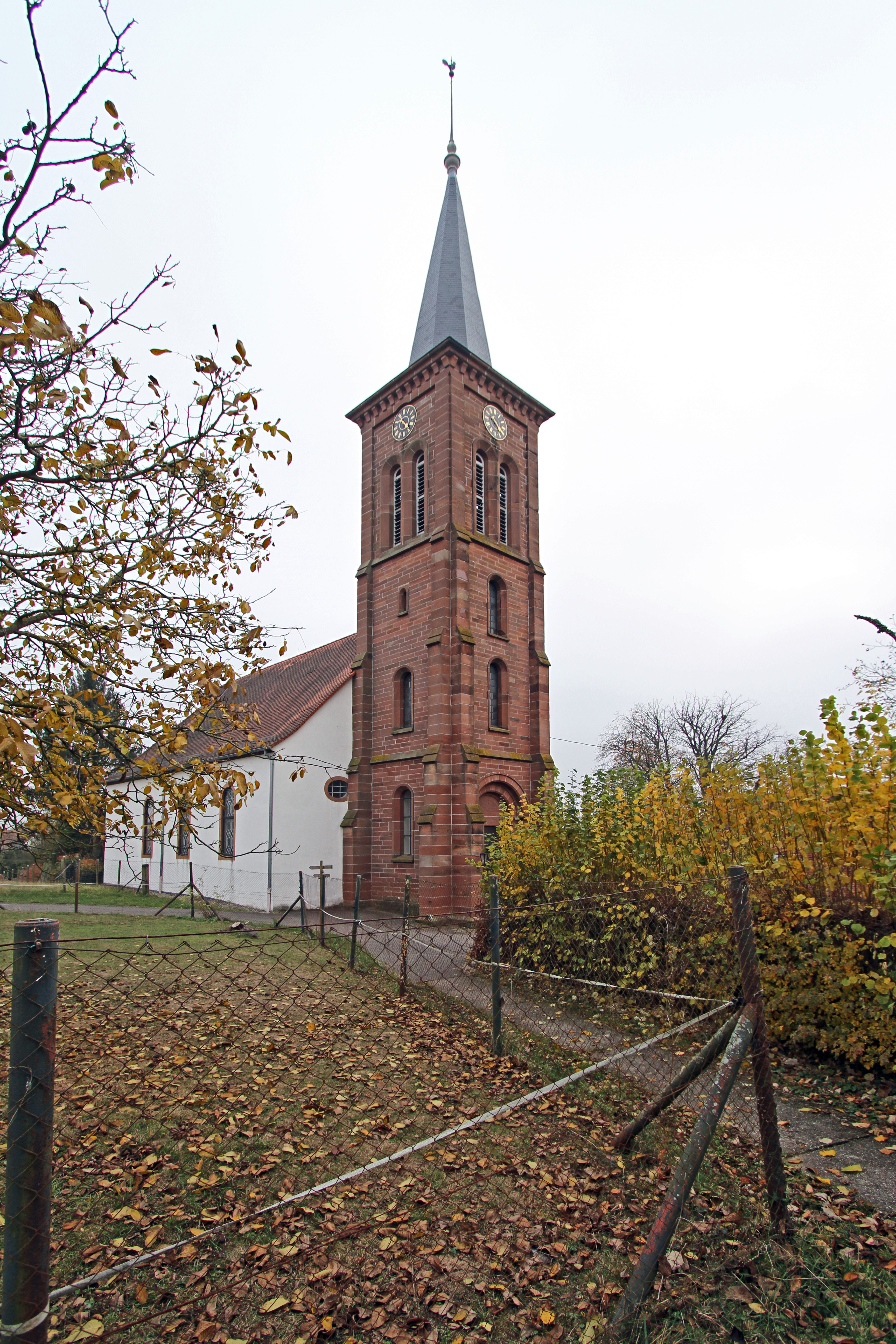
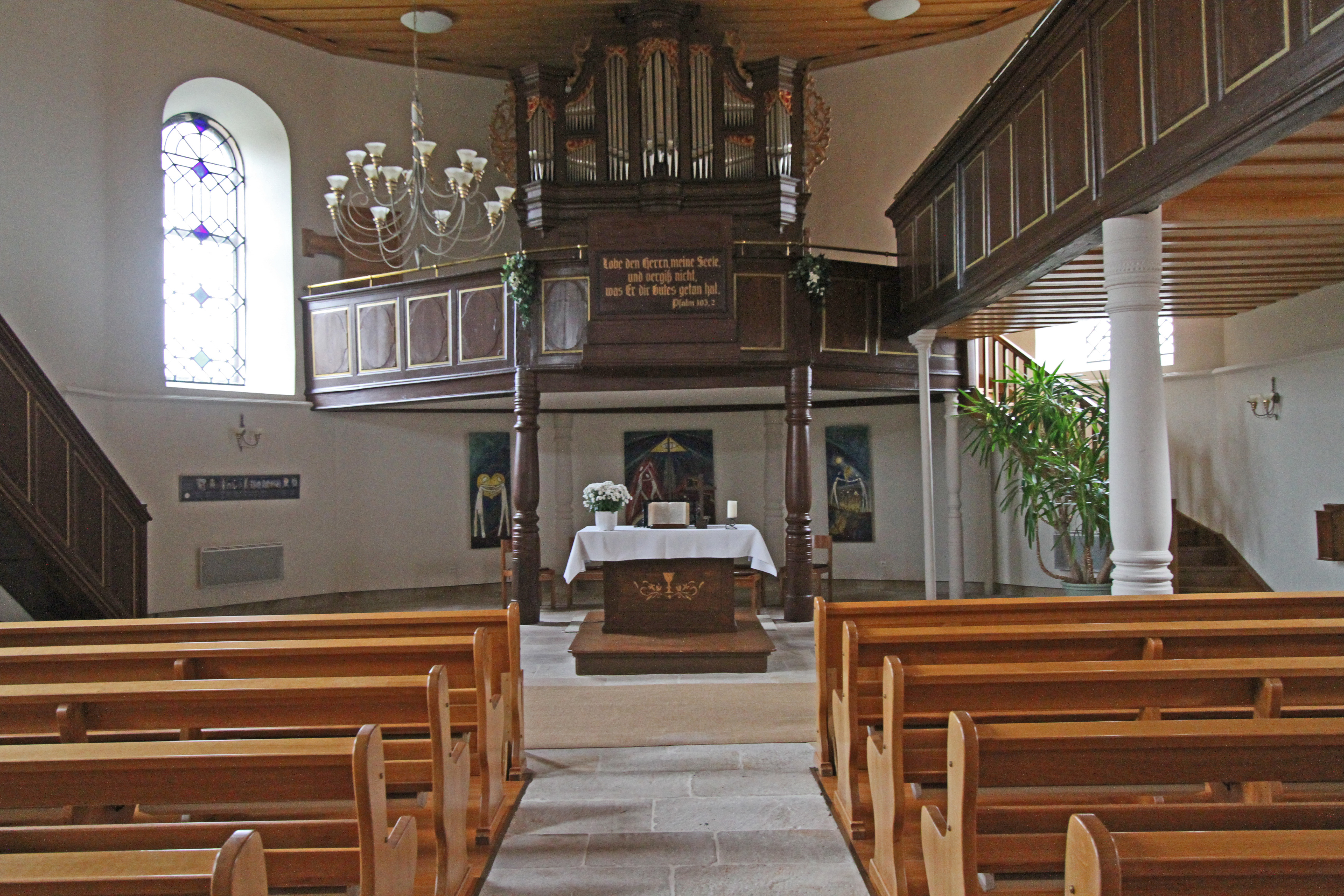
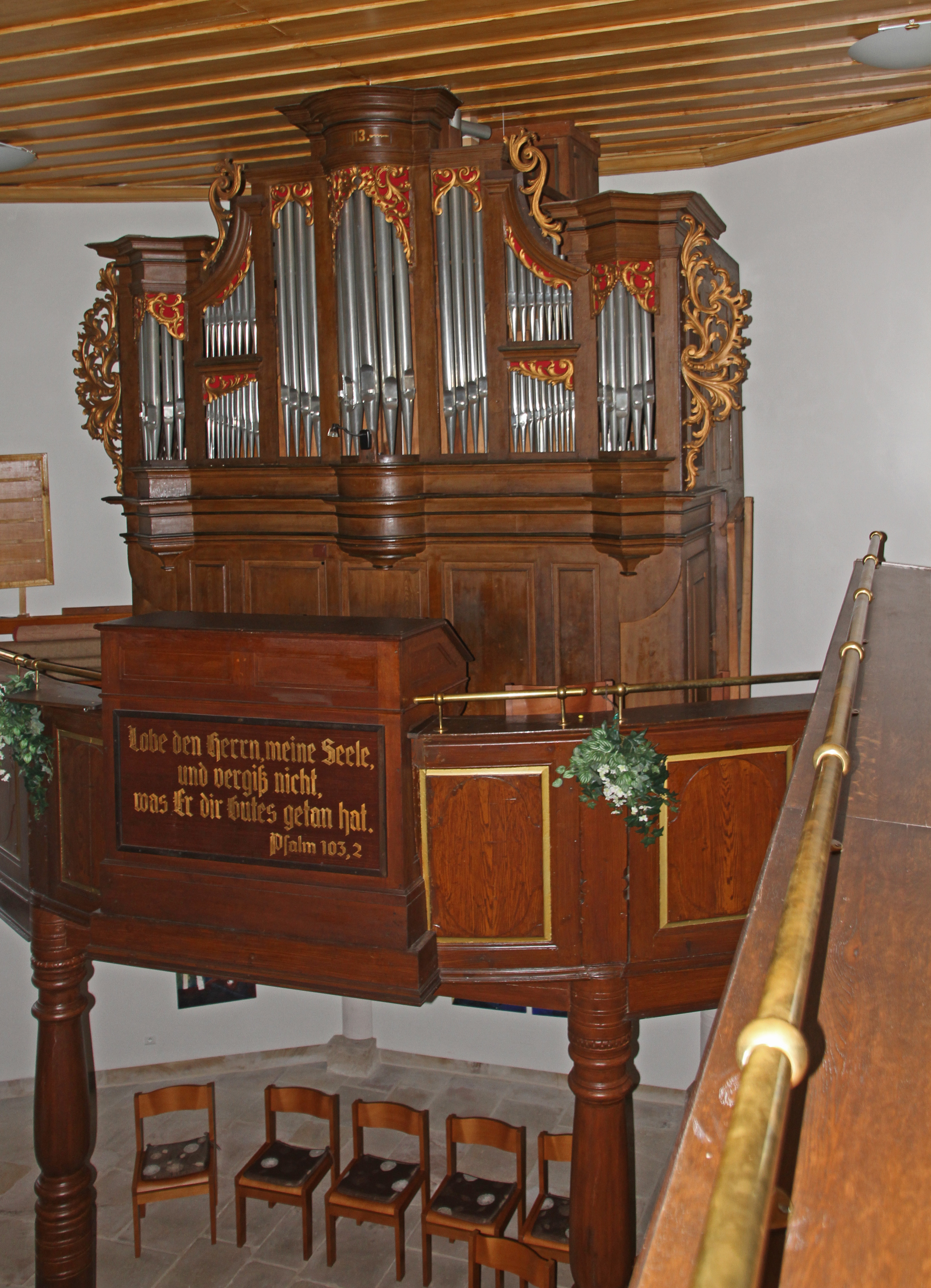
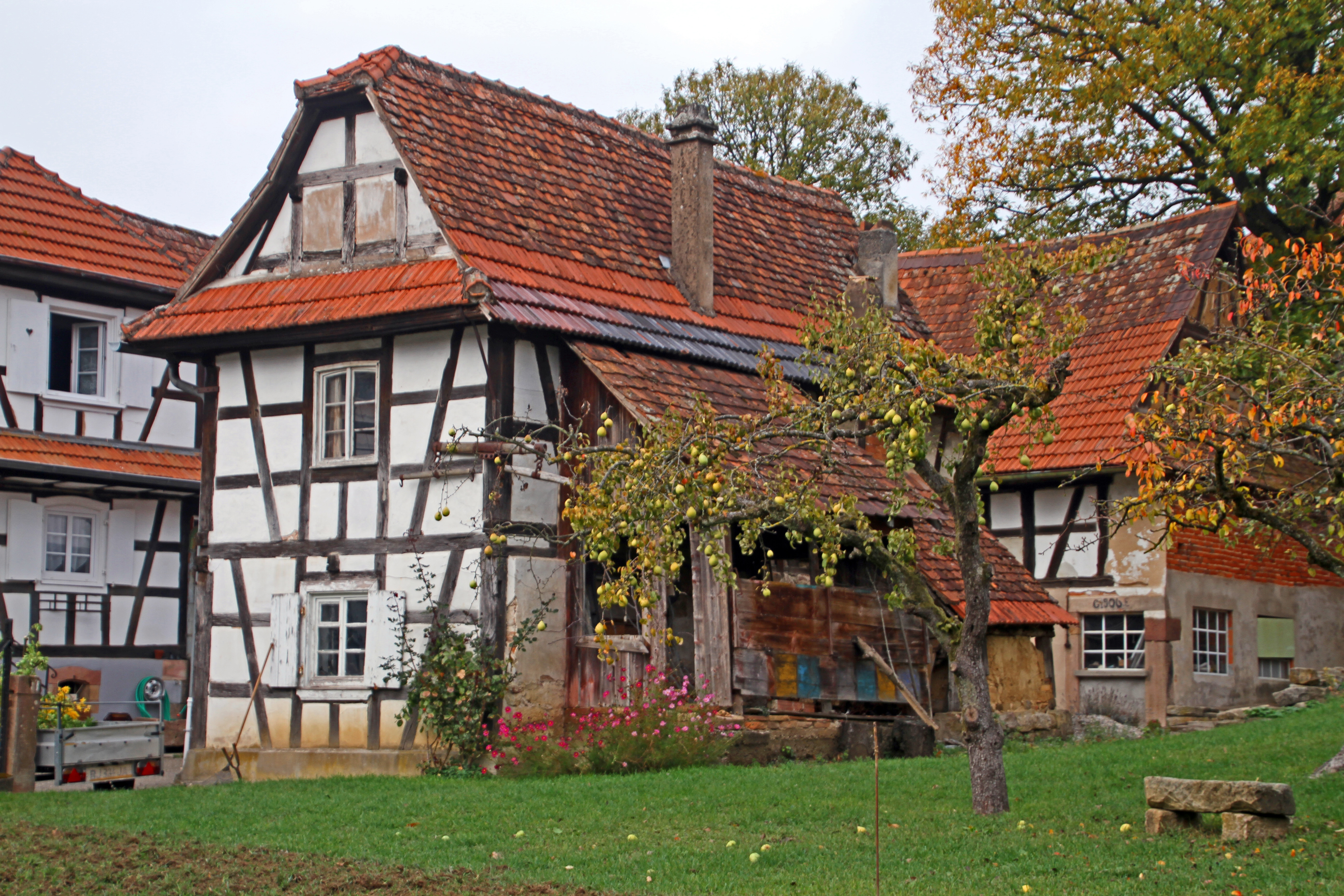
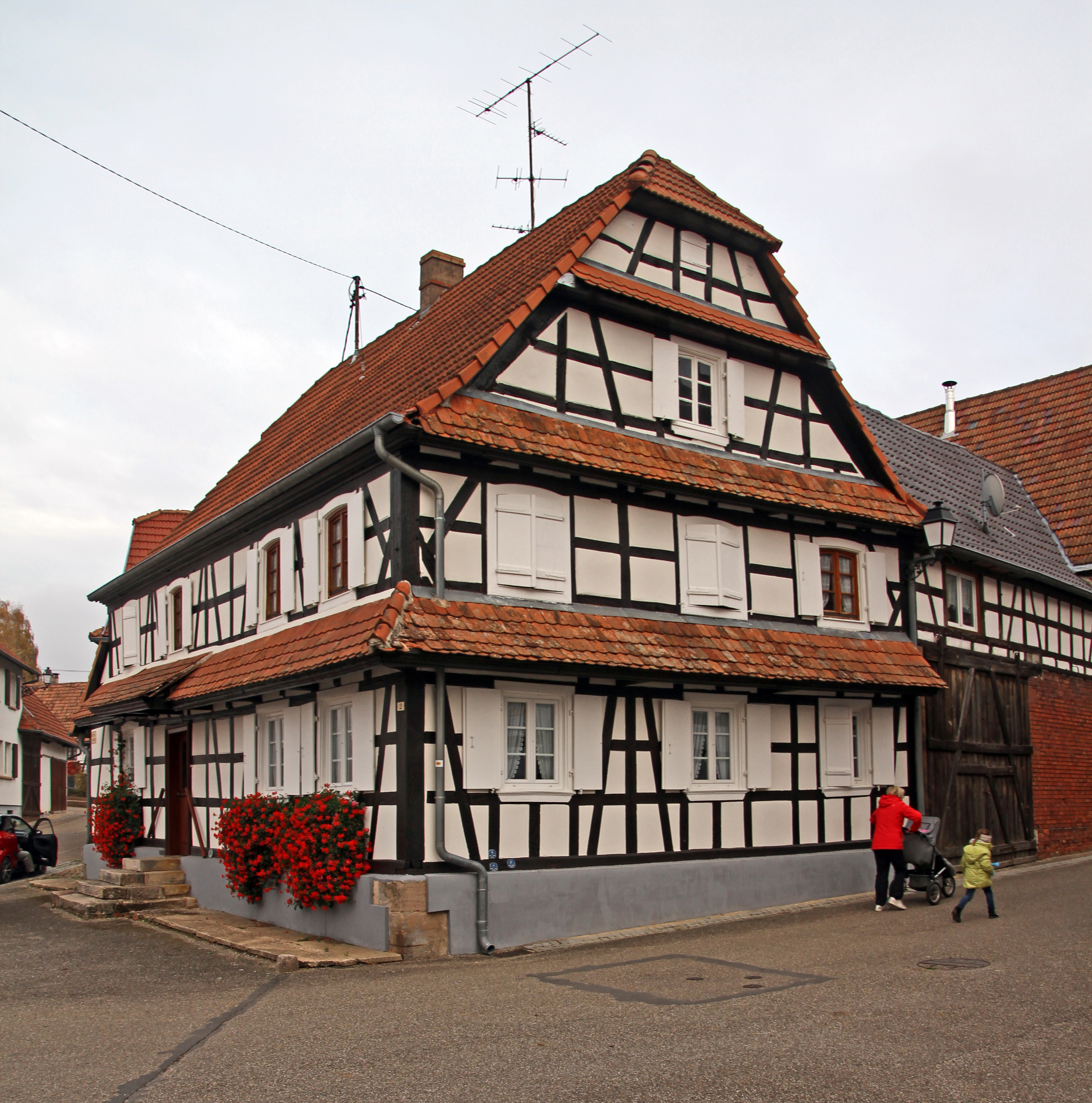